# メコン (酒類)

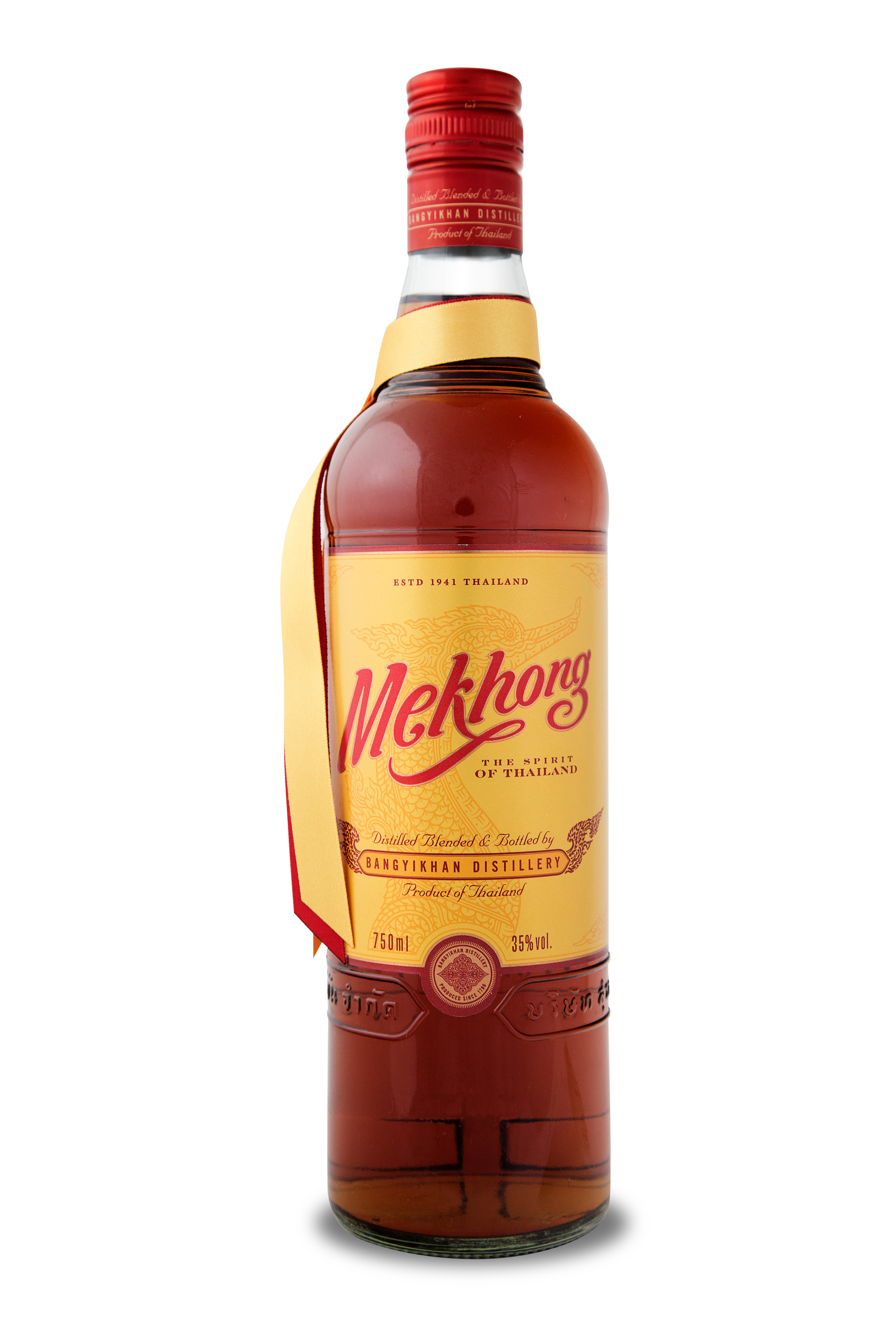
メコン 700ml

メコン（タイ語: แม่โขง RTGS: Mekhong）は、タイで最初に国内製造された欧米系の蒸留酒のブランド。ビア・チャーンを製造するタイ・ビバレッジが製造販売している。
名称はメコン川（แม่น้ำโขง）に因んでおり（後述）、外国人観光客らからは、メコンウィスキーと俗称され、英語で"The Spirit of Thailand ("Spirit"に「蒸留酒」と「精神」を掛けている）としても知られている。

## 歴史
1914年、個人が所有していたスラバンイーカン蒸留所（パトゥムタニー県）がタイ政府に譲渡され、財務省物品税局の監督下に置かれた。その後、資金調達のため入札により民間に営業させていたが、この許可自体は、ラーマ7世の治世中の1927年に失効、1929年4月1日に同省は蒸留と流通の許可を取り消し別の企業に製造を引き継いだ。蒸留所は近代化され、現在でも販売されている薬用酒「Chiang-Chun（長春薬酒）」を含む、多くのブランドで新しい28度の蒸留酒を製造するようになった。販売に関しては、物品税局が指名する、各地域の卸売業者によりなされた。
1941年、物品税局は、ハーブと伝統的な薬用リキュールのレシピを組み合わせ、新たなアルコール度数35度のブレンド蒸留酒を作り上げた。当時、輸入ウイスキーをソーダで割ったものが人気であり、政府は外貨の流出に悩んでいたところ、この物品税局が作成したブレンド蒸留酒はソーダに合うようブレンドされており、輸入を大幅に削減することに寄与した。
この蒸留酒が開発された当時、ピブン・ソンクラム政権下で、後にタイ・フランス領インドシナ紛争を引き起こすメコン川の東岸に位置する4つの県（シエムラット、プラタボン、シソポン（以上、現カンボジア）及びチャンパーサック（現ラオス））をフランスの支配から返還するよう運動を展開していた。運動の一環として、当時の芸術部長であったルワン・ウィチットワータカーンは、『故郷の人々(スワニー河）』を原曲にして、タイ語の愛国的な歌詞をつけた『カム・コン(ข้ามโขง:「メコンを渡れ」「メコンを渡って」)』を普及させた。この歌は非常に人気を博し、タイの人々の心に愛国心を植え付た。このような風潮を受け、物品税局は新たに生産された蒸留酒に「メコン」と名付けた。
以来、製造を財務省物品税局、販売を各地の卸売業者という体制の下、タイの代表的大衆蒸留酒としての地位を確立したが、1998年販売を各地の卸売業者の一つであったタイ・ビバレッジが、財務省からスラバンイーカン蒸留所を買収、子会社スラバンイーカン株式会社を設立し2000年から商用製造を開始した。2013年には、国外での販売拡大を目指し、ラベルをタイ語から英語に変え、ボトルのデザインも変更するなど、ブランドイメージを一新している。

## 製造
メコンは、ウイスキーと呼ばれているが、ラム酒に近い。原料は95％のサトウキビ／糖蜜と5％の米であり、蒸留後、その香りと味をつけるために、ハーブやスパイスとブレンドされる。現在も、バンコク郊外のスラバンイーカン蒸留所で蒸留、ブレンド、瓶詰めされている。アルコール度数は35％。
メコンをベースとしたカクテルに「タイサバイ」がある。

## 大衆文化
- ザ・ポーグスのアルバム『ヘルズ・ディッチ(Hell's Ditch)』 (1990年)で他の一般的なタイの飲み物とともに何度も言及されている。
- イギリスのバンドザ・リフレッシュメンツ（英語版）のアルバム『Fizzy Fuzzy Big & Buzzy』には、タイの酒場を舞台とした『Mekong』という曲が収録されている